# Hyposmocoma leporella
Hyposmocoma leporella là một loài bướm đêm thuộc họ Cosmopterigidae, được Walsingham miêu tả khoa học lần đầu tiên năm 1907. Đây là loài đặc hữu của Kauai, quần đảo Hawaii.